# 더 보이즈 (드라마)
《더 보이즈》(영어: The Boys)는 아마존 프라임 비디오에서 2019년 7월부터 방영 중인 미국의 슈퍼히어로, 다크 코미디 드라마이다.